# Jean-Baptiste Royer

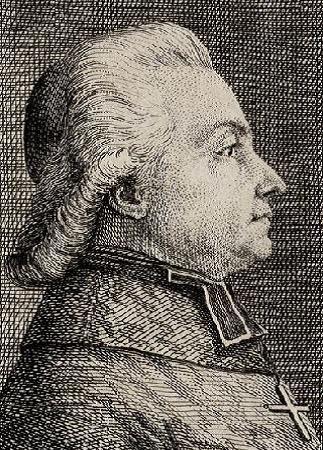
Jean-Baptiste Royer.

Jean-Baptiste Royer (Cuiseaux, 8 oktober 1733 - Besançon, 11 april 1807) was van 1791 tot 1793 constitutioneel bisschop van Belley en van 1798 tot 1801 constitutioneel aartsbisschop van Parijs.

## Levensloop
Jean-Baptiste Royer was de zoon van een dokter. Hij begon een geestelijke loopbaan en werd pastoor in Chavannes-sur-Suran. Op 16 april 1789 werd hij als plaatsvervangend afgevaardigde van de clerus verkozen in de Staten-Generaal en op 1 maart 1790 volgde zijn toelating tot de Nationale Grondwetgevende Vergadering, als opvolger van de ontslagnemende Ignace-François-Xavier Bruet, pastoor in Arbois.
In 1791 zwoer hij trouw aan de Constitution Civile du Clergé, waarop hij in februari dat jaar werd verkozen tot constitutioneel bisschop van Ain, het vroegere bisdom Belley. In de kring van de Jakobijnen verzette Royer zich tegen het idee van Jacques-Nicolas Billaud-Varenne om de Eerste Franse Republiek uit te roepen. Op 5 september 1792 werd hij voor Ain verkozen in de Nationale Conventie.
Tijdens het proces tegen koning Lodewijk XVI verklaarde hij de koning schuldig en stemde hij zonder succes tegen zijn executie en voor verbanning. Op 13 april 1793 ging hij akkoord met de inbeschuldigingstelling van Jean-Paul Marat en in juni 1793 protesteerde hij tegen de arrestatie van de Girondijnen. Als gevolg werd er in oktober 1793 een arrestatiebevel tegen hem uitgevaardigd en werd hij uit zijn functie van bisschop ontslagen. Pas op 8 december 1794 kon hij terugkeren naar de Nationale Conventie.
Eind 1794 vormde hij samen met onder andere Henri Grégoire en Jean-Baptiste Pierre Saurine een werkgroep die zichzelf de opdracht gaf om de Franse kerk te herstellen, die fel verzwakt was door de ontkersteningscampagnes van het revolutionaire bewind en het ontslag van vele priesters en bisschoppen.
Op 26 oktober 1795 werd Royer tevens verkozen in de Raad van Vijfhonderd. Daar zetelde hij tot en met 20 mei 1798, toen hij benoemd werd tot constitutioneel bisschop van de Seine, het vroegere aartsbisdom Parijs. Op 25 augustus 1798 werd hij in de Notre-Dame van Parijs tot bisschop gewijd. Nadat paus Pius VII en consul Napoleon Bonaparte het Concordaat van 1801 sloten, diende Royer zijn ontslag in als constitutioneel bisschop. Vervolgens werd hij kanunnik in Besançon, waar hij zich tot aan zijn dood in 1807 wijdde aan het verzorgen van zieken.
- Bibliothèque nationale de France: cb12521218k (data)
- Gemeinsame Normdatei: 128501545
- International Standard Name Identifier: 0000 0000 8098 8602
- Library of Congress Control Number: nb2013002134
- Système universitaire de documentation: 238287866
- Virtual International Authority File: 19787084
- WorldCat: E39PBJpDMTGfmTjk9qQ7mFwBfq